# Peggy Cass
Mary Margaret Cass (ur. 21 maja 1924 w Bostonie, zm. 8 marca 1999 w Nowym Jorku) – amerykańska aktorka, nominowana do Oscara za rolę drugoplanową w filmie Ciotka Mame.